# Salix kikodsei
Salix kikodsei är en videväxtart som beskrevs av Görz. Salix kikodsei ingår i släktet viden, och familjen videväxter. Inga underarter finns listade i Catalogue of Life.